# Abwahl

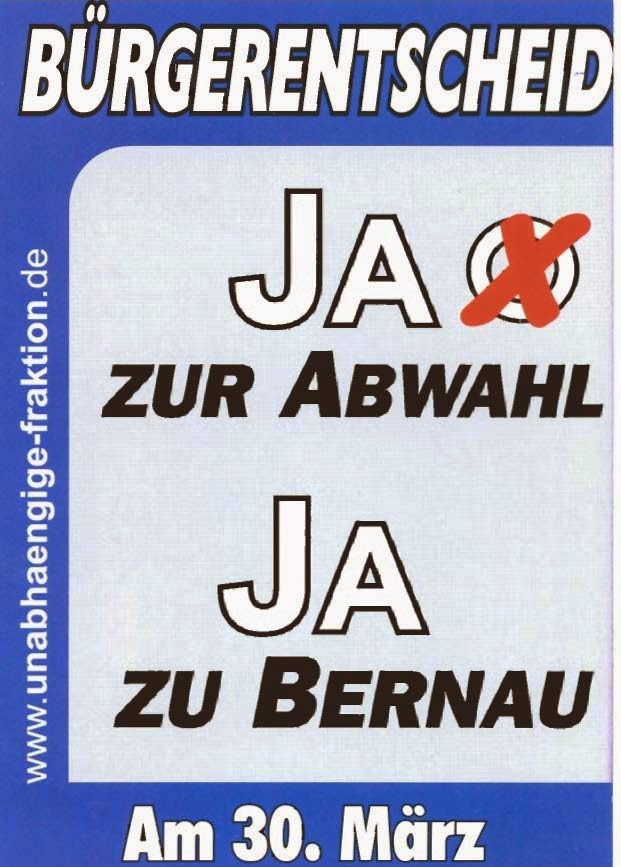
Plakat zur Abwahl durch Bürgerentscheid des Bürgermeisters in Bernau 2014

Als Abwahl wird der Entzug eines Mandats oder Amtes mittels Stimmabgabe durch diejenigen bezeichnet, die das Mandat oder Amt zuvor durch Wahl zuerkannt hatten. Die Abwahl gehört zu den Instrumenten der demokratischen Willensbildung.
In Gebietskörperschaften ist die Möglichkeit der Abwahl ganz überwiegend im Zusammenhang mit Direktwahlen verbreitet. Viele demokratisch verfasste Organisationen ermöglichen Abwahlen, meist in Bezug auf herausgehobene Leitungspositionen.

## Abgrenzung des Begriffs
Die bekannteste Form der Abwahl ist das Misstrauensvotum, mit dem in einer parlamentarischen Demokratie im engeren Sinne ausschließlich die die Abberufung der Regierung oder einzelner ihrer Mitglieder durch das Parlament gemeint ist.
Andere, von der Abwahl zu unterscheidende Möglichkeiten der Aberkennung eines Amts oder Mandats sind:
- Das Amtsenthebungsverfahren in einer präsidentiellen Demokratie, mit der das Parlament die Entfernung der vom Stimmvolk direkt gewählten Präsidentin oder des Präsidenten erwirken kann, wobei dieses nur aufgrund von Pflichtverletzungen oder strafrechtlicher Verfehlungen angestrengt werden kann.
- Die Parlamentsauflösung, die eine Verkürzung der Legislaturperiode und vorgezogene Neuwahlen zum Ziel hat.
- Die Abberufung, durch Entbindung von einer Aufgabe durch eine hierzu befugte übergeordnete Stelle, beispielsweise die Abberufung eines Amtsträgers der Regierung durch den Regierungschef.[1]
- Der Rücktritt von einem Amt oder die Niederlegung eines Mandats durch die Person selbst.[2]
- Zuletzt kann durch Aberkennung ein Amt oder Mandat verloren gehen, wenn bestimmte rechtliche Voraussetzungen eintreten.[3]
- Insbesondere in journalistischen Texten wird bisweilen das Verfehlen einer Wiederwahl als „Abwahl“ bezeichnet.

## Grundsätzliches
Während nahezu alle demokratischen Ordnungen die Wahl von Personen kennen, ist das Gegenstück, die demokratische Abwahl von Personen, weit weniger häufig verbreitet. Ein Abwahlverfahren kann sich sowohl gegen eine einzelne Person, als auch gegen ein ganzes gewähltes Gremium richten.
Eine Abwahl kann grundsätzlich auf verschiedene Wegen ausgelöst werden, wobei nicht jede Gebietskörperschaft oder Organisation alle vorsehen muss. Sie kann einerseits durch eine Initiative aus der Mitte der Stimmberechtigten erfolgen, indem beispielsweise genügend Unterstützungsbekundungen für eine Abwahl vorgelegt werden. In einer Kommune könnte dies beispielsweise ein Bürgerbegehren mit dem Ziel der Abwahl (ein sogenanntes „Abwahlbegehren“) sein, in einem Verein beispielsweise ein Mitgliederbegehren mit dem Ziel der Abwahl eines einzelnen Vorstands. Es ist ebenso denkbar, dass eine gewählte Vertretung die Abberufung einer Person von ihrem Amt oder Mandat beschließt. Anschließend müssen die für die Wahl der Person Stimmberechtigten über ihre Abwahl entscheiden.
Ein Abwahlverfahren gilt als erfolgreich, wenn eine Mehrheit der Stimmberechtigten mit „Ja“ stimmt und dadurch den Entzug eines Amts oder Mandats befürwortet. Spricht sich hingegen eine Mehrheit der Abstimmenden gegen eine Abwahl aus, kann die Person oder das Gremium die übertragene Aufgabe ungebrochen weiterführen, die Amtszeit bleibt unverkürzt.
Wird eine Abwahl befürwortet, treten in aller Regel besondere Übergangsregelungen in Kraft, um die weitere Wahrnehmung der übertragenen Aufgabe bis zu einer vorgezogenen Neuwahl sicherzustellen. Dies kann die geschäftsführende Fortführung der Aufgaben durch die soeben Abgewählten sein, dies kann aber auch durch die Einsetzung einer kommissarischen Stellvertretung geschehen.
Die Abwahl ist ein demokratisches Instrument an der Schnittstelle zwischen der repräsentativen, der Rätedemokratie und der direkten Demokratie. Als sozusagen umgekehrte Personenwahl ist die Abwahl Teil der repräsentativen Demokratie, also der demokratischen Machtausübung durch Wahl oder Ausschluss von Vertreterinnen und Vertretern. Zugleich betont sie das jederzeitige Eingriffsrecht des Stimmvolks und schafft damit eine erhöhte Rückbindung der Gewählten, wie sie die Rätedemokratie betont. Als Abstimmung über eine Sachfrage („Soll die Person XY vorzeitig vom Amt/Mandat abberufen werden?“) ist die Abwahl auch der direkten Demokratie hinzuzurechnen. In diesem Sinne kann eine Abwahl durch Abwahlbegehren als Initiativverfahren, und eine Abwahl durch Gremienbeschluss als Referendum verstanden werden.

## Abwahlen in Gebietskörperschaften
Viele Staaten in Lateinamerika kennen Abwahlen als politisches Instrument (la revocatoria), aber auch in vielen angelsächsischen Staaten (beispielsweise USA, UK, Kanada, dort unter der Bezeichnung recall) ist dieses Instrument bekannt. Auch in Europa sind Abwahlen üblich, wenngleich nicht so stark verbreitet. In der Schweiz ist die Abwahl eines der ältesten politischen Instrumente und in einigen Kantonsverfassungen verankert, jedoch nicht auf eidgenössischer Ebene. In Deutschland sind Abwahlen in einigen Bundesländern möglich, in aller Regel in Bezug auf direkt gewählte Bürgermeister und Landräte.

### Abwahlen im deutschsprachigen Raum

#### Deutschland

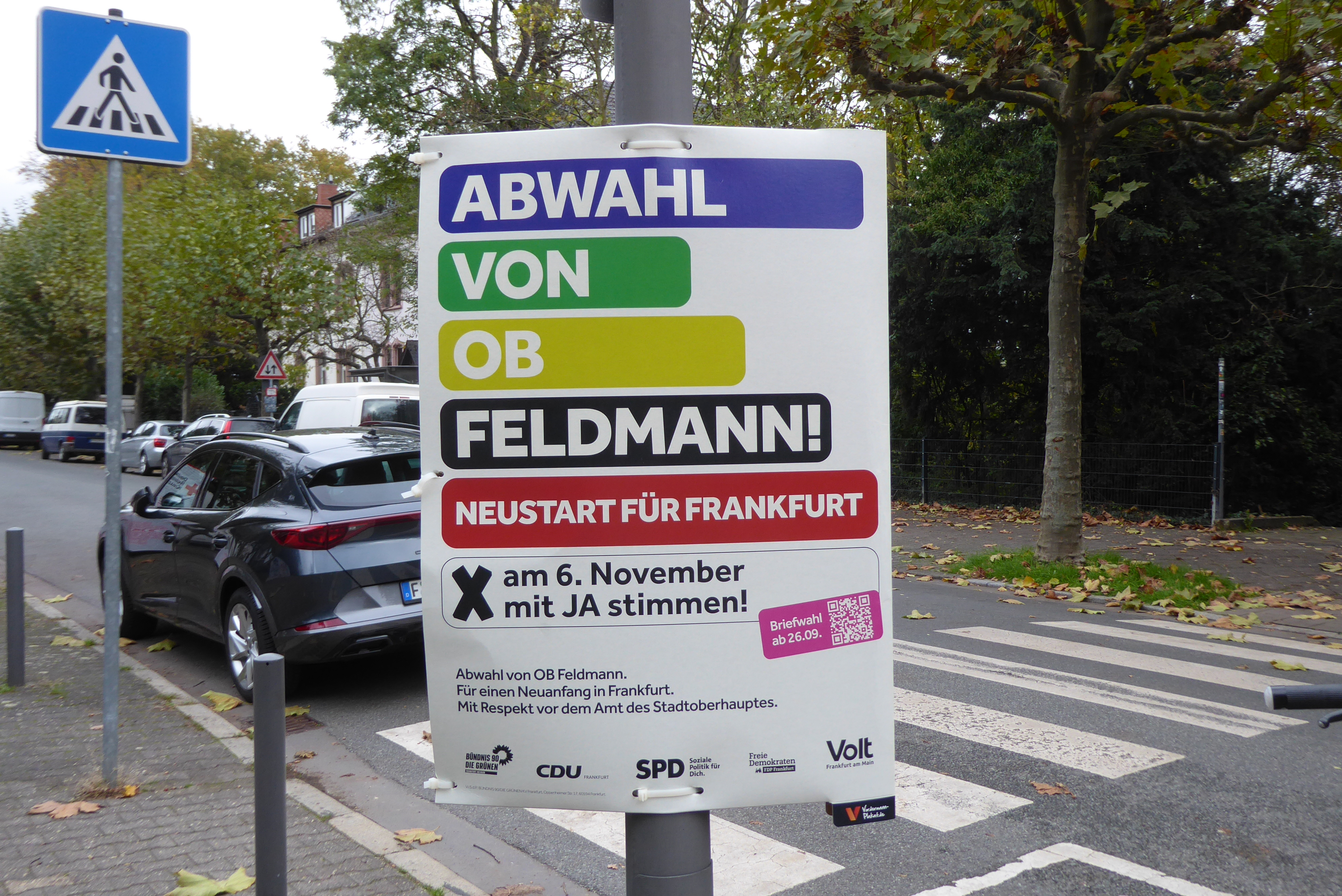
Gemeinsames Plakat von fünf Parteien zum Bürgerentscheid über die Abwahl des Frankfurter Oberbürgermeisters im Jahr 2022

Da es in Deutschland auf Landes- und Bundesebene keine Direktwahlen gibt, ist dort die einzige Form der Abwahl das Misstrauensvotum. 
Anders sieht es für die direkt gewählten Landrätinnen und Landräte sowie Bürgermeisterinnen und Bürgermeister, wobei nicht alle Bundesländer die Möglichkeit der Abwahl in ihren Gemeindeordnungen vorsehen. Die beiden Einheitsgemeinden Berlin und Hamburg kennen keine Abwahl. Ebenso ist es im Stadtstaat Bremen sowie in den beiden Flächenländern Baden-Württemberg und Bayern.
Die Länder Rheinland-Pfalz und Sachsen-Anhalt kennen eine Abwahl ausschließlich durch den Gemeindrat. Bürgerinnen und Bürger können eine Abwahl weder durch ein Begehren einleiten, noch darüber in einem Bürgerentscheid abstimmen.
In Schleswig-Holstein kann eine Abwahl zwar durch ein Bürgerbegehren eingeleitet werden, die Entscheidung darüber muss jedoch zwingend im Gemeinderrat erfolgen.
In Niedersachsen und im Saarland wiederum kann ausschließlich die Gemeindevertretung eine Abwahl einleiten, über die Abwahl (sofern die abgewählte Person diese nicht annimmt) entscheidet jedoch das Stimmvolk.
In den Ländern Brandenburg, Hessen, Nordrhein-Westfalen, Mecklenburg-Vorpommern, Sachsen und Thüringen können die Abwahl sowohl von der Gemeindevertretung als auch durch ein Bürgerbegehren eingeleitet werden. Die eigentlich Abwahl erfolgt jedoch durch Bürgerentscheid, für das in aller Regel erhöhte Zustimmungsquoren gelten.

#### Österreich
Österreich kennt Abwahlen auf der Ebene des Bundes und in den Gemeinden, jedoch jeweils nur wenigen begrenzten Fällen.
So kann der direkt vom Stimmvolk gewählte Bundespräsident oder die Bundespräsidentin abgewählt werden, wenn die Bundesversammlung zuvor vom Bundeskanzler oder der Bundeskanzlerin auf Beschluss des Nationalrats einberufen wurde und eine Abwahl beschließt. Das Stimmvolk entscheidet dann mit der einfachen Mehrheit der Stimmen. Von dieser Möglichkeit ist jedoch seit 1919 noch kein Gebrauch gemacht worden.
Daneben wird darüber debattiert, ob ein Abwahlverfahren für den Präsidenten oder die Präsidentin des Nationalrats eingeführt werden soll.
In allen Bundesländern ist die Abwahl der Landesregierung ausschließlich durch die Landtage auf dem Wege eines Misstrauensvotums möglich.
Nur die Länder Kärnten und Steiermark kennen eine Abwahlmöglichkeit für Bürgermeisterinnen und Bürgermeister. In beiden Ländern ist es möglich, mittels eines Abwahlbegehrens eine Volksabstimmung. In beiden Ländern, sowie auch im Burgenland können Bürgermeisterinnen und Bürgermeister trotz deren Direktwahl zusätzlich mit einer Zweidrittelmehrheit des Gemeinderats durch ein Misstrauensvotum abberufen werden. In diesem Fall ist keine zusätzliche Bestätigung der Abwahl durch das Stimmvolk notwendig.

#### Schweiz
In der Schweiz war die Abwahl das erste Volksrecht das im 19. Jahrhundert eingeführt wurde, noch vor Initiative und Referendum. Das Recht auf Abwahl wurde in neun Kantonen eingeführt, heute verfügen noch sechs Kantone über diese Möglichkeit: Bern (seit 1846), Solothurn (seit 1869), Thurgau (seit 1869), Schaffhausen (seit 1876), Tessin (seit 1892 für die Regierung, 1911 erweitert auf Gemeindeebene) und Uri (seit 1915). In den Kantonen Aargau (1852–1980), Basel-Landschaft (1863–1964) und Luzern (1875–2007) wurde die Abwahl wieder abgeschafft. Auf eidgenössicher Ebene gibt es keine Abwahl.

### Abwahlen in angelsächsischen Ländern

#### Vereinigte Staaten

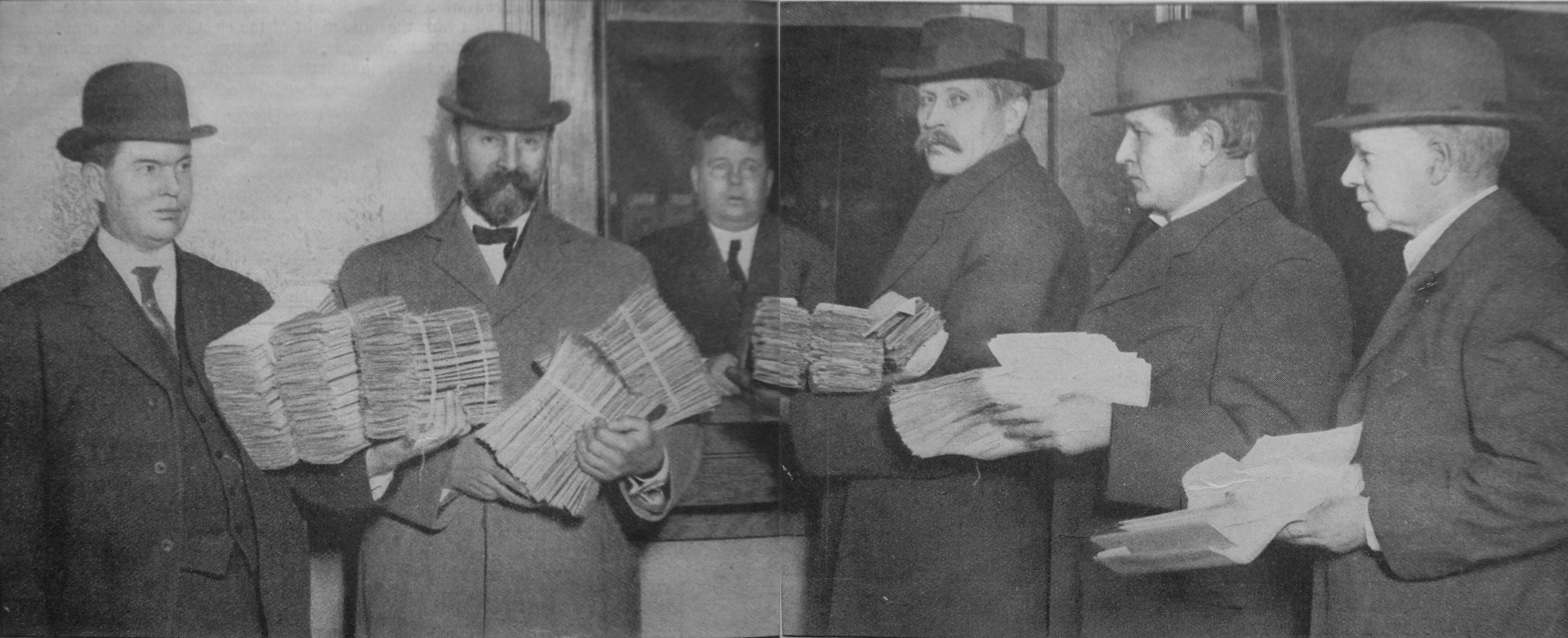
Vorlage der Unterstützungsbekundungen für eine Abwahl des Bürgermeisters von Seattle in 1910

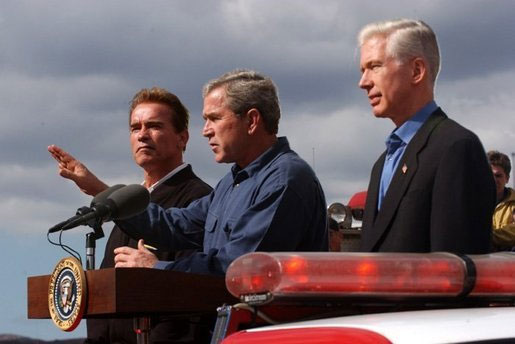
Der abgesetzte Gouverneur Gray Davis (rechts) und sein gewählter Nachfolger Arnold Schwarzenegger (links) im November 2003 mit George W. Bush

Die Abwahl wird in den USA als recall ‚Abberufung‘ bezeichnet. Sie gehört dort zu den jüngeren demokratischen Rechten und ist ausschließlich in den Bundesstaaten bekannt.
Die ersten gesetzlichen Regelungen für eine Abwahl gab es 1903 in der Gemeinde Los Angeles, auf Ebene eines Bundesstaates 1908 in Oregon. In 18 Bundesstaaten der USA ist die Abwahl von gewählten Amtsträgern auch auf der Ebene des Bundesstaates zulässig, in einigen weiteren nur auf lokaler Ebene. Bei der regionalen Verteilung ist auffällig, dass es die Abwahl fast nur in den westlich gelegenen Staaten gibt.
Seit 1903 fanden in den USA über 5000 Abwahlen statt, die meisten auf der lokalen Ebene. Bislang wurden nur zwei Gouverneure abgewählt: Lynn Frazier, der Gouverneur von North Dakota im Jahr 1921 und Gray Davis, der Gouverneur von Kalifornien im Jahr 2003. Bis dahin hatte es alleine in Kalifornien 48 Versuche einer Abwahl des Gouverneurs gegeben.
Die Unterschriftenhürden für ein Abwahlbegehren sind zumeist vergleichsweise hoch. So werden in Kalifornien je nach Amt 10 % bis 30 % jener Stimmen erforderlich, die bei der letzten Wahl für dieses Amt abgegeben wurden. Zur Abwahl des Gouverneurs beträgt dieser Anteil 12 %. Die Gründe für die Abwahl sind auf den Unterschriftenbögen anzugeben, die Amtsinhaberin oder der Amtsinhaber kann eine Antwort anfügen. Ist das Abberufungsbegehren erfolgreich, so findet eine kombinierte Abstimmung und Wahl statt, bei der sowohl mit der absoluten Mehrheit der abgegebenen Stimmen über die Abberufung des derzeitigen Gouverneurs abgestimmt wird, als zugleich eine andere Bewerberin oder Bewerber mit relativer Mehrheit gewählt werden kann. Es gibt keine Mindestbeteiligung. Bei der Abwahl von Gray Davis in Kalifornien 2003 wurde auf diese Weise Arnold Schwarzenegger als Nachfolger gewählt.

#### Vereinigtes Königreich
Seit Inkrafttreten des Recall of MPs Act 2015 müssen sich Abgeordnete des britischen Unterhauses zwingend einer Abwahl in ihrem Wahlkreis stellen, falls eine von mehreren Voraussetzungen erfüllt ist. Das kann eine Verurteilung zu einer Gefängnisstrafe (auch bei Bewährung), eine Verurteilung für die falsche Abrechnung von Ausgaben der Abgeordnetentätigkeit oder das Fernbleiben von Parlamentssitzungen sein. In diesem Fall wird im Wahlkreis eine Unterstützungsliste ausgelegt. Die Abwahl findet dann über einen Zeitraum von sechs Wochen durch Listeneintragung statt. Wenn mehr als 10 % der Wahlberechtigten die Abwahl durch Unterschrift unterstützen, gilt diese als angenommen und es werden Nachwahlen im Wahlkreis angesetzt.
Der DUP-Abgeordnete Ian Paisley jun. überstand ein derartiges Verfahren im Juli 2018. Mit Fiona Onasanya (ehemals Labour Party) verlor Anfang Mai 2019 erstmals ein Parlamentsmitglied sein Abgeordnetenmandat.

### Abwahlen in Lateinamerika

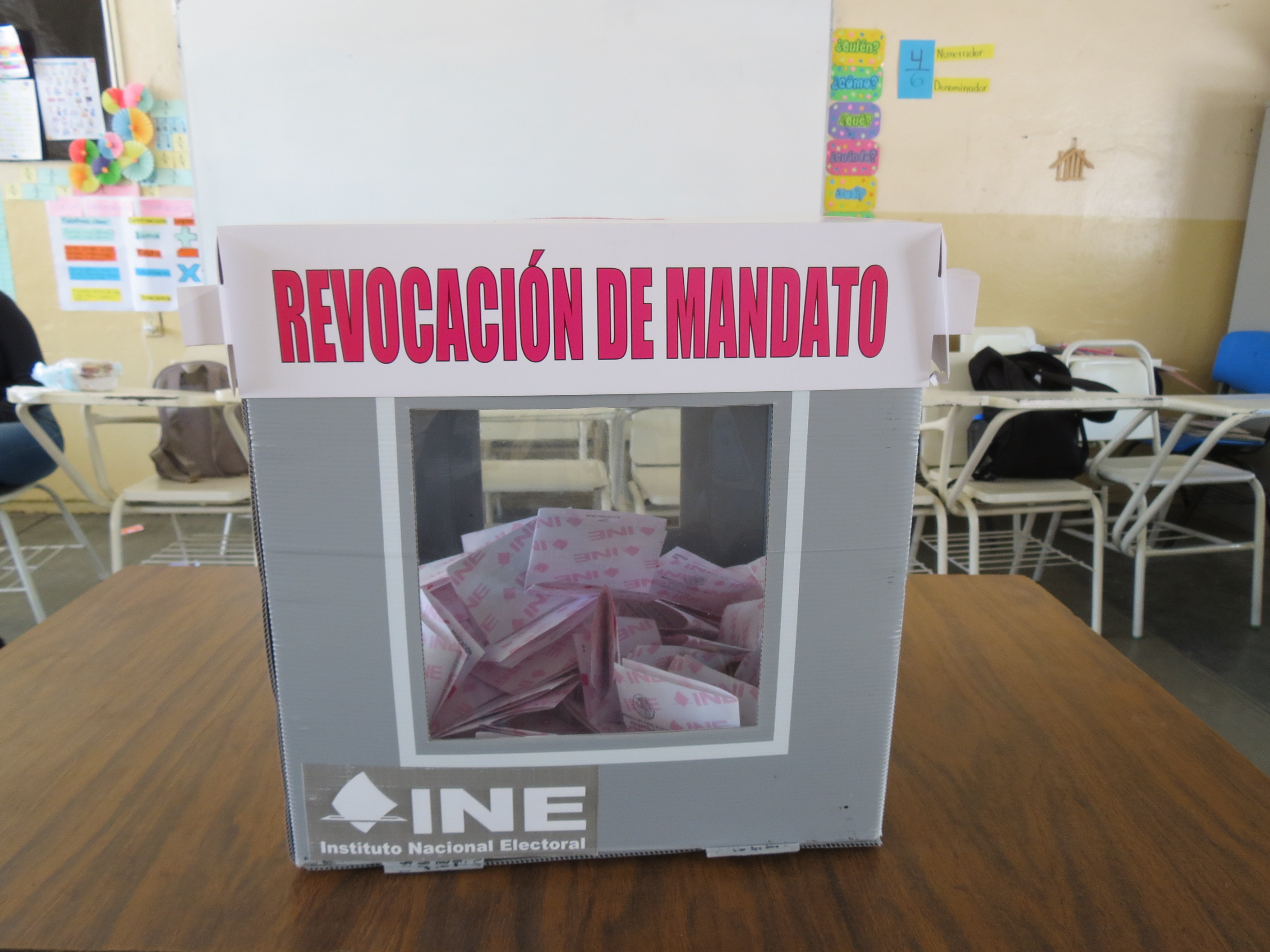
Urne für eine Abwahl in Mexiko (2022)

#### Venezuela
Am 15. August 2004 wurde in Venezuela erstmals die mit der neuen Verfassung von 1999 eingeführte Möglichkeit der Abwahl der Präsidentin oder des Präsidenten durch ein Plebiszit (formal: referéndum revocatorio ‚Abberufungsreferendum‘) zur Anwendung gebracht. Bei der Abstimmung sprachen sich letztlich 41 % für und 59 % gegen die Abwahl aus. Präsident Hugo Chávez konnte daher seine Präsidentschaft bis zum Ende der regulären Amtszeit 2006 fortsetzen.
Im Jahr 2016 wurde ein weiteres Abwahlreferendum gegen den autokratisch regierenden Präsidenten Nicolás Maduro angestrengt, dass jedoch von der nationalen Wahlbehörde CNE (Consejo Nacional Electoral) am 21. Oktober 2016, nur wenige vor dem Beginn der Sammlung von Unterstützungsbekundungen auf unbestimmte Zeit ausgesetzt wurde.

### Abwahlen in Asien

#### Republik China (Taiwan)
Seit der Verabschiedung der Verfassungszusätze in der Republik China (Taiwan) im Jahr 1991, kennt das politische System Taiwans Abwahlen für viele Ämter und Mandate. So kann das Parlament (der Legislativ-Yuan) mit den Stimmen eines Viertels seiner Mitglieder einen Antrag auf Abwahl gegen die (Vize-)Präsidentin oder den (Vize-)Präsidenten anstrengen. Wird der Antrag von einer Zweidrittelmehrheit der Abgeordneten bestätigt, entscheidet das Stimmvolk über die Abwahl mit einfacher Mehrheit. Damit dieses Gültigkeit erlangt, ist jedoch die Teilnahme der Hälfte der Wahlberechtigten erforderlich (Beteiligungsquorum von 50 %).
Ebenso können direktgewählte Amtsinhaberinnen und -inhaber sowie Mitglieder der gewählten Vertretungen abgewählt werden, frühestens jedoch nach der Hälfte ihrer Amts- beziehungsweise Mandatszeit. Ernannte Amtspersonen oder Abgeordnete die ihr Mandat über eine Parteiliste erlangt haben, können jedoch nicht abgewählt werden. Das Abwahlverfahren ist dreistufig. Im ersten Schritt müssen 1 % gültige Unterstützungsbekundungen für eine Abwahl im Amt- beziehungsweise Mandatsgebiet gesammelt werden. Wurde diese Hürde genommen, sind noch einmal 10 % gültige Unterstützungsbekundungen vorzulegen. Gelingt dies ebenfalls, folgt als letzter Schritt die eigentliche Abwahl. Es entscheidet die einfach Mehrheit der abgegebenen gültigen Stimmen, wobei jedoch die Stimmen für die Abwahl mindestens ein Viertel der Wahlberechtigten ausmachen müssen (Zustimmungsquorum von 25 %).
Im Jahr 2020 war Han Kuo-yu (KMT), damals Bürgermeister von Kaohsiung, der erste taiwanische Politiker, der sein Amt durch Abwahl verlor. Eine Welle von Abwahlen wurde durch den Verfassungstreit von 2024 ausgelöst, bei dem die Parteien KMT und TPP ihre knappe Mehrheit von nur sechs Stimmen im Legislativ-Yuan nutzten, um eine Reihe von umstrittenen Verfassungsreformen zum Nachteil der DDP, der Partei des amtierenden Präsidenten Lai Ching-te, zu beschließen. Daraufhin formierte sich die sogenannten Blauvogel-Bewegung, die das Ziel verfolgte, durch massenhafte Abwahlbegehren gegen direktgewählte KMT-Abgeordnete die Mehrheitsverhältnisse im Parlament zugunsten der DDP zu verschieben. Gegen 35 KMT-Abgeordnete wurden Abwahlbegehren angestrebt, von denen 31 zustande kamen. Als Gegenreaktion strebte die KMT gegen 15 DDP-Abgeordnete Abwahlen an, die jedoch alle an der Unterschriftenhürde scheiterten. Die ersten 24 Abwahlen wurden am 26. Juli 2025 abgehalten, wobei alle scheiterten. Weitere sieben Abwahlen sind für den 23. August 2025 angesetzt.

## Abwahlen in Organisationen
Ganz allgemein gesprochen sind Abwahlen in Organisationen mit demokratischer Besetzung von Ämtern und Mandaten weit verbreitet, wenngleich es Ausnahmen gibt. Aufgrund der Vielzahl unterschiedlicher Organisationen und Ausgestaltungsweisen ihrer inneren Ordnung können hier nur Beispiele gegeben werden:
- Im Deutschen Bundestag werden Ausschussvorsitzende aus der Mitte der für den Ausschuss benannten Mitglieder gewählt, sie können von diesen auch wieder abgewählt werden.[14] Vergleichbare Abwahlregelungen bestehen auch für andere Ämter innerhalb des Bundestages und sind auch in anderen Parlamenten anzutreffen.
- In deutschen Universitäten können die vom Senat gewählten Universitätspräsidentinnen und -präsidenten von diesem auch wieder abgewählt werden. Die genauen Modalitäten unterliegen den jeweils einschlägigen Hochschulgesetzen.[15]
- Die den Aktiengesellschaften nach Schweizer Recht vorstehenden Verwaltungsrätinnen und -räte können abgewählt werden. Vergleichbare Modalitäten sind auch für die Mitglieder anderer Aufsichtsgremien üblich.[16]
- In einem Verein können Vorständinnen und Vorstände durch die Mitgliederversammlung abgewählt werden. Die genauen Modalitäten können in der jeweiligen Satzung ausgestaltet werden.[17]